# Вейн, Рэнди
Рэнди Вейн (англ. Randy Wayne; род. 1981) — американский актёр и продюсер.

## Биография
Рэнди Вейн родился 7 августа 1981 года в Муре. Он учился в Университете Кэмпбеллсвилла на стипендию для плавания и бега по пересеченной местности.. 
В 2002 году участвовал в британском реалити-шоу «Потерпевшие кораблекрушение» (англ. Shipwrecked). С 2005 года начинает появляться в эпизодах различных телесериалов («Джек и Бобби», «Жизнь с Фрэнни», «Ищейка» и другие). Также в 2005 году получил свою первую роль в кино — в малобюджетном фильме ужасов «Шрам». В 2006 году появился в комедии «Король сёрферов», комедийной драме «Примирение», а также получил постоянную роль в телесериале «Сыновья и дочери». В 2007 году снимается в роли Люка Дьюка в телефильме «Придурки из Хаззарда: Начало», который является приквелом «Придурков из Хаззарда» 2005 года, где Люка играл Джонни Ноксвилл.
В 2008 году появился в трёх фильмах ужасов: «Гризли Парк», где играл скинхеда по кличке «Падла»; «Призраки Молли Хартли», в роли Майкла; и «Тринадцатый переулок», в роли Мэтта. Также сыграл одну из ролей в экранизации одноимённого романа Джима Гримсли — «Парень мечты», и получил постоянную роль в телесериале «Горячий-горячий Лос-Анджелес». В 2009 году снялся в драме «Спасти жизнь», а в 2010 — вместе с Мэттью Модайном в драме «Процесс».
В 2016 году выступил исполнительным продюсером фантастического триллера «Пандемия», в 2018 сыграл Дэвида Картера в фильме ужасов «Восставший из ада 10: Приговор».

## Фильмография
| Год       |    | Русское название               | Оригинальное название                      | Роль                  |
| --------- | -- | ------------------------------ | ------------------------------------------ | --------------------- |
| 2005      | с  | Джек и Бобби                   | Jack & Bobby                               | Фрэнк                 |
| 2005      | с  | Жизнь с Фрэнни                 | Living with Fran                           |                       |
| 2005      | с  | Ищейка                         | The Closer                                 | Кори Хоровиц          |
| 2005      | с  | Морская полиция: Спецотдел     | NCIS: Naval Criminal Investigative Service | Грант Бриджес         |
| 2005      | ф  | Шрам                           | Scar                                       | Том                   |
| 2006      | ф  | Король сёрферов                | The Surfer King                            | Робби Зирполло        |
| 2006      | ф  | Примирение                     | Reunion                                    | Джейк                 |
| 2006—2007 | с  | Сыновья и дочери               | Sons & Daughters                           | Джефф Фентон          |
| 2007      | в  | Парк развлечений               | The Fun Park                               | Джастин               |
| 2007      | тф | Придурки из Хаззарда: Начало   | The Dukes of Hazzard: The Beginning        | Люк Дьюк              |
| 2008      | ф  | Гризли Парк                    | Grizzly Park                               | Майкл «Падла» Уайт    |
| 2008      | ф  | Призраки Молли Хартли          | The Haunting of Molly Hartley              | Майкл                 |
| 2008      | ф  | Тринадцатый переулок           | The 13th Alley                             | Мэтт                  |
| 2008      | ф  | Парень мечты                   | Dream Boy                                  | Бёрк                  |
| 2008      | с  | Горячий-горячий Лос-Анджелес   | Hot Hot Los Angeles                        | Виктор Пэпсворт       |
| 2009      | ф  | Спасти жизнь                   | To Save a Life                             | Джейк Тэйлор          |
| 2009      | с  | 4исла                          | Numb3rs                                    | Грант                 |
| 2009      | ф  | Почему я делал это?            | Why Am I Doing This?                       | Арон                  |
| 2010      | ф  | Процесс                        | The Trial                                  | Пит Томасон           |
| 2011      | с  | Настоящая кровь                | True Blood                                 | Мэтт                  |
| 2011      | с  | Втайне от родителей            | The Secret Life of the American Teenager   | Фрэнк                 |
| 2011—2012 | с  | Игра в ложь                    | The Lying Game                             | Джастин Миллер        |
| 2011      | ф  | Лапочка 2: Город танца         | Honey 2                                    | Брэндон               |
| 2012      | ф  | Сложный флип                   | Hardflip                                   | Калеб                 |
| 2012      | ф  | Задержи дыхание                | Hold Your Breath                           | Джонни                |
| 2013      | ф  | Апрельский апокалипсис         | April Apocalypse                           | Брэйди                |
| 2013      | ф  | Все люди лгут                  | Liars All                                  | Джек                  |
| 2013      | ф  | Глушь                          | Heart of the Country                       | Люк                   |
| 2013      | ф  | Создатели                      | The Freemason                              | Сайрус Ротуэлл        |
| 2014      | ф  | Андроид-полицейский            | Android Cop                                | Андроид-полицейский   |
| 2014      | ф  |                                | Cassidy Way                                | Колин Дженкинс        |
| 2014      | ф  | Красный бархатный торт         | Red Velvet Cake                            | Джефф                 |
| 2014      | ф  | Паранормальные острова         | Paranormal Island                          | Майк                  |
| 2018      | ф  | Восставший из ада 10: Приговор | Hellraiser: Judgment                       | детектив Дэвид Картер |